# Iwan Kalymon
Iwan Kalymon (* 16. Mai 1921 in Komańcza, Polen; † 29. Juni 2014 in Detroit) war ein ukrainischer Polizist. Das Simon Wiesenthal Center führte ihn seit 2011 auf seiner Liste der zehn meistgesuchten nationalsozialistischen Kriegsverbrecher weltweit.

## Leben
Kalymon wurde 1921 in Polen als Angehöriger der ukrainischen Minderheit geboren. Wie die Ludwigsburger Ermittler der Zentralstelle zur Aufarbeitung von Naziverbrechen herausfanden, ging er mit 18 Jahren nach Wien, wo er kurze Zeit auf einem Bauernhof mithalf. Später arbeitete er zwei Jahre in Hannover, doch dann verliert sich seine Spur, bis er in Lemberg in Polen wieder auftauchte. Dort bewarb er sich bei der ukrainischen Hilfspolizei (Schutzmannschaft). Die ukrainischen Hilfspolizisten waren ab 1943 aktiv an der Ermordung von jüdischen Menschen beteiligt. Sie halfen bei der Räumung der Ghettos und der Deportation der Juden und beteiligten sich an Massenerschießungen. Viele dieser Taten wurden akribisch dokumentiert, da die Hilfspolizisten zum Beispiel nach jedem Einsatz neue Munition anfordern mussten. In einer handschriftlichen Notiz Kalymons heißt es laut Tagesspiegel: „Ich, (…) Iwan Kalymon vom 5. Kommissariat der ukrainischen Polizei, habe dienstlich während der Judenaktion am 14.8.1942 um 19 Uhr die Waffe eingesetzt und 4 Stück Munition verwendet, wobei ich eine Person verletzt und eine getötet habe.“ Da dieses Dokument Kalymon mit einem Mord in Verbindung bringt, ging man davon aus, dass rechtliche Schritte gegen ihn einfacher sein könnten als im Fall des mittlerweile auch verurteilten Kriegsverbrechers Demjanjuk. In Lemberg wurde ein großer Teil der dortigen jüdischen Bevölkerung von den Nationalsozialisten ermordet, unter anderem im Ghetto Lemberg, im KZ Janowska und im Vernichtungslager Belzec. In den beiden Jahren 1942 und 1943 sollen in der Stadt Lemberg weit über 100.000 Juden ermordet worden sein.
Nach dem Krieg emigrierte Kalymon in die USA und nannte sich „John“. Iwan Kalymon lebte in Michigan, wurde aber 2009 als mutmaßlicher NS-Verbrecher aus den USA ausgebürgert. Der Chef der amerikanischen Sonderermittlungsbehörde für NS-Verbrechen, Eli Rosenbaum, hatte 2009 die Ludwigsburger Ermittler auf ihn aufmerksam gemacht. Kalymon klagte vor US-Gerichten gegen seine Ausbürgerung. 2013 wurde seine Klage abgewiesen, allerdings erreichte er eine Anhörung vor dem Supreme Court. Kalymon wurde im Januar 2011 von einem Gericht in Detroit zum Verlassen des Landes verurteilt. Das Gericht sah es damals als erwiesen an, dass er als Mitglied der ukrainischen Polizei Kriegsverbrechen begangen habe.
Der Tagesspiegel schrieb 2009 über Kalymon, er sei einer „der ausländischen ‚Hilfswilligen‘ (gewesen), die beim nationalsozialistischen Massenmord an den europäischen Juden zu (Mit-)Tätern wurden.“
Kalymon verstarb am 29. Juni 2014 in seiner Wohnung in einem Detroiter Außenbezirk.